# Elmina Java Museum
Het  'Elmina Java Museum'  is een museum in Elmina, Ghana, gewijd aan de geschiedenis van de zogenaamde Belanda Hitam; soldaten gerekruteerd in de 19e eeuw in de Nederlandse Goudkust om te dienen in het Koninklijk Nederlands-Indisch Leger.  Het museum wordt gefinancierd door het Edward A. Ulzen Memorial Stichting.

## Geschiedenis

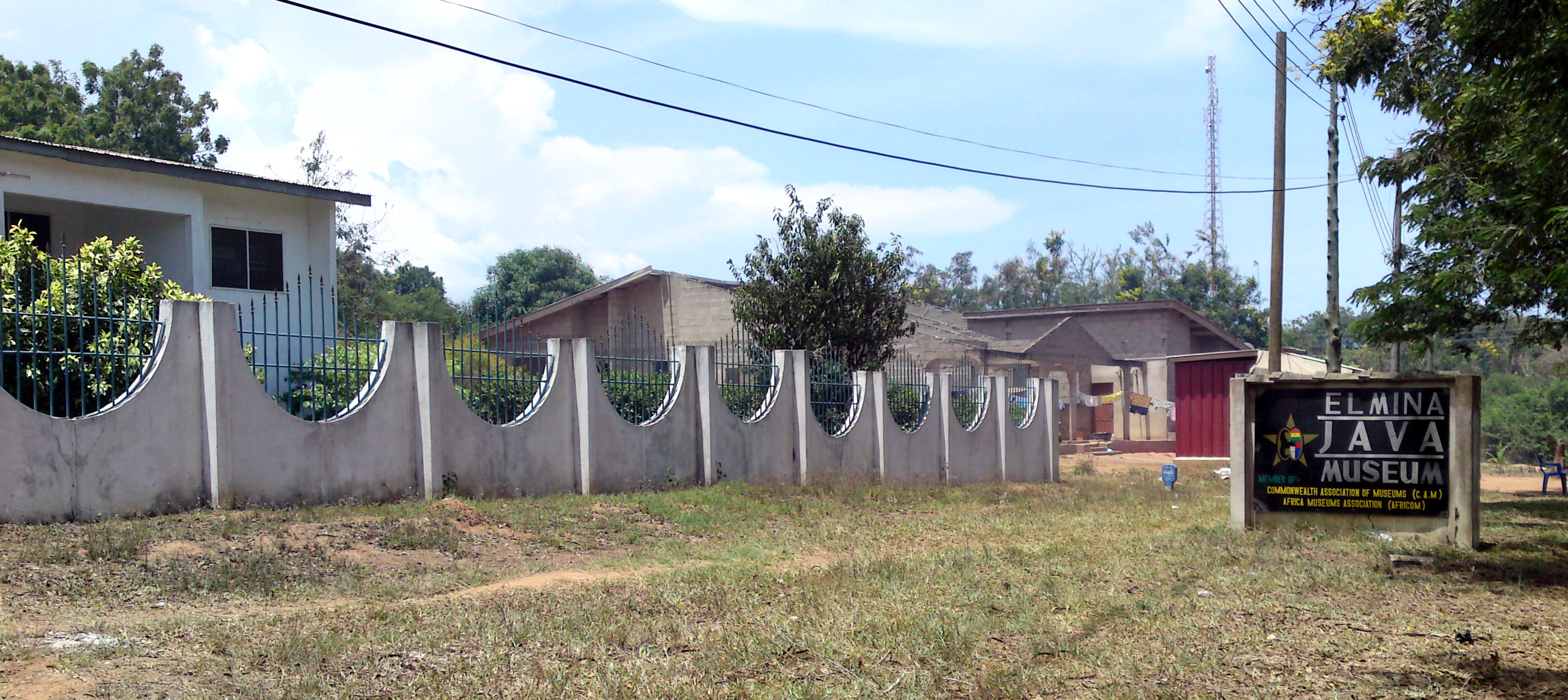
The Elmina Java Museum.

Sinds Arthur Japin zijn  The Two Hearts of Kwasi Boachi  (1997) publiceerde, heeft de geschiedenis van de Belanda Hitam hernieuwde aandacht getrokken. Ineke van Kessel, professor aan het Centre for African Studies van Universiteit Leiden had wijlen Edward Ulzen ontmoet tijdens haar onderzoek naar de geschiedenis van de Belanda Hitam. Deze ontmoeting bracht haar in contact met zijn zoon Thaddeus Patrick Manus Ulzen, die in september 2000 de tiende tweejaarlijkse reünie van Belanda Hitam-nakomelingen in Schiedam bijwoonde en bij die gelegenheid de beslissing van zijn familie om een permanente locatie te bieden voor een museum om de geschiedenis van de Belanda Hitam te bewaren. In 2003 werd het Elmina Java Museum geopend om de geschiedenis van de Belanda Hitam in het algemeen te eren, en de familie Ulzen in het bijzonder. 